# Jason Aldean

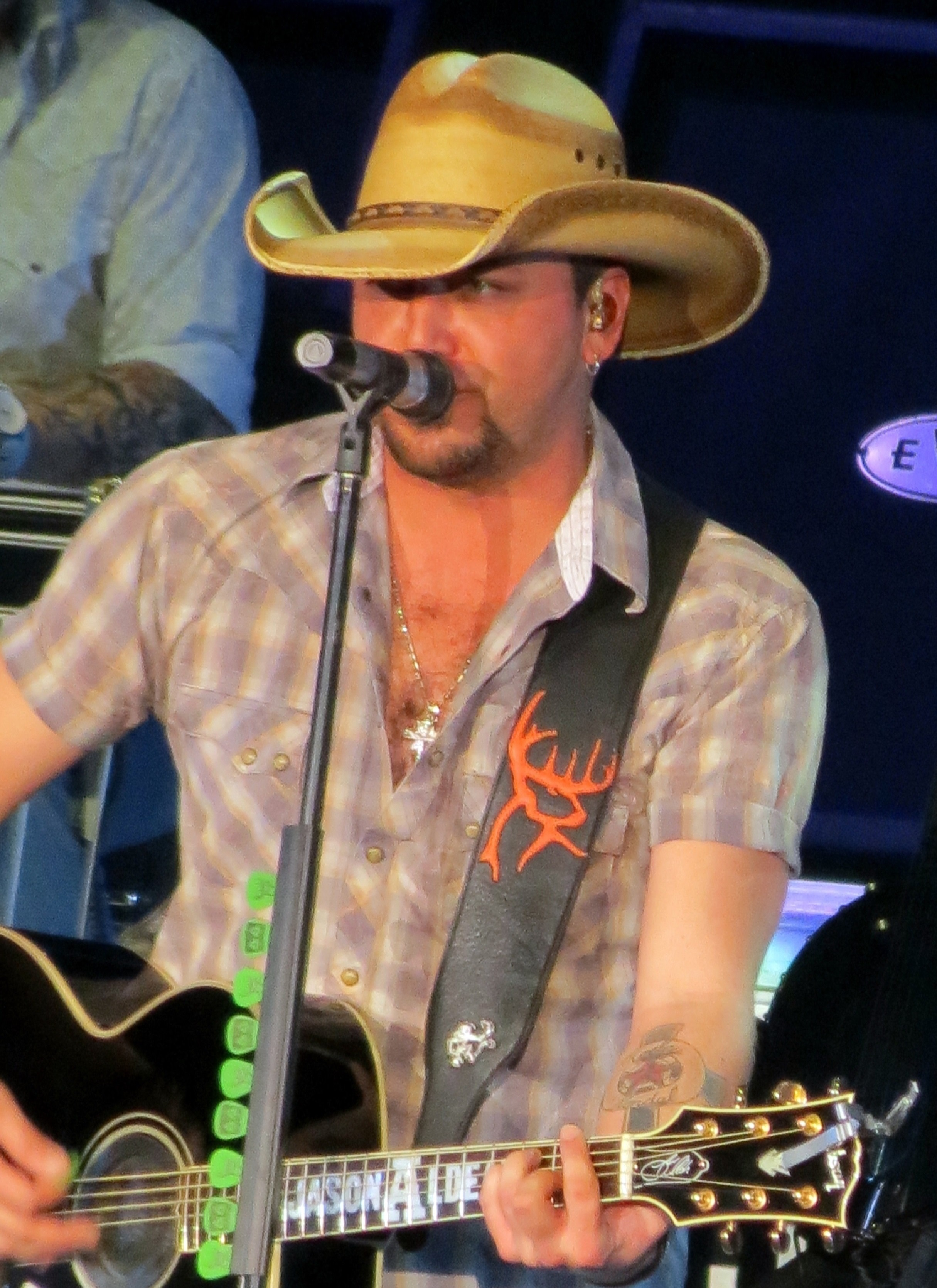
Jason Aldean (2014)

Jason Aldean (* 28. Februar 1977 als Jason Aldine Williams in Macon, Georgia) ist ein US-amerikanischer Country-Sänger. Zu seinen erfolgreichsten Songs zählen She’s Country (2008), Big Green Tractor (2009), Don’t You Wanna Stay (2010, mit Kelly Clarkson) und Dirt Road Anthem (2011), die mit Mehrfach-Platin ausgezeichnet wurden. Sein größter Erfolg wurde 2023 Try That in a Small Town, das Platz eins der Hot Country Songs und der Billboard Hot 100 erreichte.

## Leben
Als Jason Aldean drei Jahre alt war, trennten sich seine Eltern, und er wuchs abwechselnd in Georgia und Florida auf. Mit 14 Jahren hatte er seinen ersten Auftritt in Macon, weitere Talentshows folgten, und bereits ein Jahr später gehörte er zur Hausband des Nashville-South-Clubs.
Nach dem Abschluss der High-School zog er als Musiker durch den Südosten der USA und produzierte 1996 seine erste Promo-CD. Zwei Jahre später wurde er von Warner-Chappell entdeckt und unter Vertrag genommen, der Durchbruch gelang ihm allerdings zunächst nicht.
2005 versuchte er es erneut beim Independent-Label Bow Records und brachte sein erstes Album heraus, das seinen Namen als Titel trug. Sofort schaffte es den Sprung bis in die Top 10 der US-Country-Charts, auch die Debütsingle Hicktown erreichte Platz 10 bei den Hot Country Songs; die zweite Single Why belegte dort Platz eins. Das Album Jason Aldean erreichte Platin-, beide Singles Gold-Status. Zwei Jahre später konnte er mit seinem zweiten Album Relentless daran anknüpfen. Diesmal erreichte das Album Platz eins der Country- und Platz 4 der Billboard-200-Charts, und drei Singleauskopplungen kamen unter die Top 15 der Country-Songs.
Im Dezember 2008 erschien der nächste Song aus seinem dritten Album: She’s Country wurde nicht nur sein zweiter Country-Nummer-eins-Hit mit Goldauszeichnung, sondern auch ein Top-40-Hit in den Billboard Hot 100. Das Album Wide Open erschien im April 2009 und verpasste nur knapp die Chartspitze, erreichte aber wie alle Alben Gold.
Am 1. Oktober 2017 wurde während eines Auftritts Aldeans auf dem Festival Route 91 Harvest bei Las Vegas ein Anschlag verübt; mehr als 50 Menschen wurden erschossen.
2023 wurde Try That in a Small Town zu Aldeans größtem Hit. Der Country-Rock-Song erreichte nicht nur die Spitze der Country-Charts, sondern auch Platz eins der Billboard 100. Gleichzeitig sorgte das Lied wegen Zeilen wie „try that in a small town, see how far ya make it down the road“ (sinngemäßː „versuch das in einer Kleinstadt, mal schauen, wie weit du kommst“) und des dazugehörigen Videos für Kontroversen.

## Diskografie

### Studioalben
| Jahr | Titel Musiklabel                                     | Höchstplatzierung, Gesamtwochen, AuszeichnungChartplatzierungen (Jahr, Titel, Musiklabel, Platzierungen, Wochen, Auszeichnungen, Anmerkungen) | Höchstplatzierung, Gesamtwochen, AuszeichnungChartplatzierungen (Jahr, Titel, Musiklabel, Platzierungen, Wochen, Auszeichnungen, Anmerkungen) | Höchstplatzierung, Gesamtwochen, AuszeichnungChartplatzierungen (Jahr, Titel, Musiklabel, Platzierungen, Wochen, Auszeichnungen, Anmerkungen) | Anmerkungen                             |
| Jahr | Titel Musiklabel                                     | CH | US | Country | Anmerkungen                             |
| ---- | ---------------------------------------------------- | --- | --- | --- | --------------------------------------- |
| 2005 | Jason Aldean This Is Hit / Broken Bow Records        | — | US37 Platin · (104 Wo.)US | Country6 (104 Wo.)Country | Erstveröffentlichung: 26. Juli 2005     |
| 2007 | Relentless This Is Hit / Broken Bow Records          | — | US4 Platin · (53 Wo.)US | Country1 (78 Wo.)Country | Erstveröffentlichung: 29. Mai 2007      |
| 2009 | Wide Open This Is Hit / Broken Bow Records           | — | US4 ×2Doppelplatin · (106 Wo.)US | Country2 (78 Wo.)Country | Erstveröffentlichung: 7. April 2009     |
| 2010 | My Kinda Party This Is Hit / Broken Bow Records      | — | US2 ×4Vierfachplatin · (171 Wo.)US | Country1 (127 Wo.)Country | Erstveröffentlichung: 2. November 2010  |
| 2012 | Night Train This Is Hit / Broken Bow Records         | — | US1 ×2Doppelplatin · (106 Wo.)US | Country1 (97 Wo.)Country | Erstveröffentlichung: 16. Oktober 2012  |
| 2014 | Old Boots, New Dirt This Is Hit / Broken Bow Records | — | US1 Platin · (71 Wo.)US | Country1 (80 Wo.)Country | Erstveröffentlichung: 7. Oktober 2014   |
| 2016 | They Don’t Know Macon Music / Broken Bow Records     | — | US1 Gold · (59 Wo.)US | Country1 (70 Wo.)Country | Erstveröffentlichung: 9. September 2016 |
| 2018 | Rearview Town Macon Music / Broken Bow Records       | CH43 (1 Wo.)CH | US1 Platin · (107 Wo.)US | Country1 (235 Wo.)Country | Erstveröffentlichung: 13. April 2018    |
| 2019 | 9 Macon Music / Broken Bow Records                   | CH69 (1 Wo.)CH | US2 Gold · (63 Wo.)US | Country1 (114 Wo.)Country | Erstveröffentlichung: 22. November 2019 |
| 2021 | Macon Macon Music / Broken Bow Records               | — | US8 (12 Wo.)US | Country3 (30 Wo.)Country | Erstveröffentlichung: 12. November 2021 |
| 2022 | Georgia Macon Music / Broken Bow Records             | — | US8 (6 Wo.)US | Country2 (12 Wo.)Country | Erstveröffentlichung: 22. April 2022    |
| 2023 | Highway Desperado Macon Music / Broken Bow Records   | — | US19 (3 Wo.)US | Country6 (14 Wo.)Country | Erstveröffentlichung: 3. November 2023  |

### EPs
| Jahr | Titel            | Höchstplatzierung, Gesamtwochen, AuszeichnungChartplatzierungen (Jahr, Titel, Platzierungen, Wochen, Auszeichnungen, Anmerkungen) | Höchstplatzierung, Gesamtwochen, AuszeichnungChartplatzierungen (Jahr, Titel, Platzierungen, Wochen, Auszeichnungen, Anmerkungen) | Höchstplatzierung, Gesamtwochen, AuszeichnungChartplatzierungen (Jahr, Titel, Platzierungen, Wochen, Auszeichnungen, Anmerkungen) | Anmerkungen                             |
| Jahr | Titel            | CH | US | Country | Anmerkungen                             |
| ---- | ---------------- | --- | --- | --- | --------------------------------------- |
| 2009 | Live Sessions EP | — | — | Country43 (3 Wo.)Country | Erstveröffentlichung: 23. November 2009 |

### Singles
| Jahr | Titel Album                                   | Höchstplatzierung, Gesamtwochen, AuszeichnungChartplatzierungen (Jahr, Titel, Album, Platzierungen, Wochen, Auszeichnungen, Anmerkungen) | Höchstplatzierung, Gesamtwochen, AuszeichnungChartplatzierungen (Jahr, Titel, Album, Platzierungen, Wochen, Auszeichnungen, Anmerkungen) | Anmerkungen                                                                 |
| Jahr | Titel Album                                   | US | Country | Anmerkungen                                                                 |
| --- | --------------------------------------------- | --- | --- | --------------------------------------------------------------------------- |
| 2005 | Hicktown Jason Aldean                         | US68 Platin · (13 Wo.)US | Country10 (28 Wo.)Country | Erstveröffentlichung: 28. März 2005                                         |
| 2005 | Why Jason Aldean                              | US43 Gold · (20 Wo.)US | Country1 (32 Wo.)Country | Erstveröffentlichung: 15. November 2005                                     |
| 2006 | Amarillo Sky Jason Aldean                     | US59 Platin · (20 Wo.)US | Country4 (32 Wo.)Country | Erstveröffentlichung: 26. Juni 2006                                         |
| 2007 | Johnny Cash Relentless                        | US68 Gold · (16 Wo.)US | Country6 (26 Wo.)Country | Erstveröffentlichung: 5. Februar 2007                                       |
| 2007 | Laughed Until We Cried Relentless             | US61 Gold · (16 Wo.)US | Country6 (36 Wo.)Country | Erstveröffentlichung: 1. August 2007                                        |
| 2008 | Relentless                                    | — | Country15 (23 Wo.)Country | Erstveröffentlichung: 5. Mai 2008                                           |
| 2008 | She’s Country Wide Open                       | US29 ×3Gold (Mastertone) + Dreifachplatin · (20 Wo.)US                                                                                   | Country1 (27 Wo.)Country | Erstveröffentlichung: 1. Dezember 2008                                      |
| 2009 | Big Green Tractor Wide Open                   | US18 ×3Platin (Mastertone) + Dreifachplatin · (20 Wo.)US                                                                                 | Country1 (21 Wo.)Country | Erstveröffentlichung: 26. Mai 2009                                          |
| 2009 | The Truth Wide Open                           | US40 Platin · (20 Wo.)US | Country1 (23 Wo.)Country | Erstveröffentlichung: 28. September 2009                                    |
| 2010 | Crazy Town Wide Open                          | US51 Gold · (17 Wo.)US | Country2 (22 Wo.)Country | Erstveröffentlichung: 1. März 2010                                          |
| 2010 | My Kinda Party                                | US39 Platin · (20 Wo.)US | Country2 (24 Wo.)Country | Erstveröffentlichung: 16. August 2010                                       |
| 2010 | Don’t You Wanna Stay My Kinda Party           | US31 ×2Doppelplatin · (31 Wo.)US | Country1 (23 Wo.)Country | Erstveröffentlichung: 29. November 2010 mit Kelly Clarkson                  |
| 2011 | Dirt Road Anthem My Kinda Party               | US7 ×4Vierfachplatin · (27 Wo.)US | Country1 (29 Wo.)Country | Erstveröffentlichung: 4. April 2011 feat. Ludacris                          |
| 2011 | Tattoos on This Town My Kinda Party           | US38 Platin · (20 Wo.)US | Country2 (23 Wo.)Country | Erstveröffentlichung: 5. September 2011                                     |
| 2012 | Fly Over States My Kinda Party                | US32 Platin · (20 Wo.)US | Country2 (24 Wo.)Country | Erstveröffentlichung: 6. Februar 2012                                       |
| 2012 | Take a Little Ride Night Train                | US12 Platin · (20 Wo.)US | Country1 (21 Wo.)Country | Erstveröffentlichung: 16. Juli 2012                                         |
| 2012 | The Only Way I Know Night Train               | US40 Platin · (20 Wo.)US | Country5 (22 Wo.)Country | Erstveröffentlichung: 12. November 2012 mit Luke Bryan und Eric Church      |
| 2013 | 1994 Night Train                              | US52 Gold · (11 Wo.)US | Country10 (20 Wo.)Country | Erstveröffentlichung: 11. März 2013                                         |
| 2013 | Night Train                                   | US26 Platin · (20 Wo.)US | Country2 (25 Wo.)Country | Erstveröffentlichung: 24. Juni 2013                                         |
| 2013 | When She Says Baby Night Train                | US38 Platin · (20 Wo.)US | Country2 (26 Wo.)Country | Erstveröffentlichung: 18. November 2013                                     |
| 2014 | Burnin’ It Down Old Boots, New Dirt           | US12 ×2Doppelplatin · (20 Wo.)US | Country1 (26 Wo.)Country | Erstveröffentlichung: 22. Juli 2014                                         |
| 2014 | Just Gettin’ Started Old Boots, New Dirt      | US54 Gold · (18 Wo.)US | Country5 (24 Wo.)Country | Erstveröffentlichung: 10. November 2014                                     |
| 2015 | Tonight Looks Good on You Old Boots, New Dirt | US46 (18 Wo.)US | Country6 (25 Wo.)Country | Erstveröffentlichung: 23. März 2015                                         |
| 2015 | Gonna Know We Were Here Old Boots, New Dirt   | US54 (16 Wo.)US | Country5 (26 Wo.)Country | Erstveröffentlichung: 17. August 2015                                       |
| 2016 | Lights Come On They Don’t Know                | US43 Gold · (19 Wo.)US | Country3 (26 Wo.)Country | Erstveröffentlichung: 1. April 2016                                         |
| 2016 | A Little More Summertime They Don’t Know      | US52 (13 Wo.)US | Country5 (25 Wo.)Country | Erstveröffentlichung: 15. Juli 2016                                         |
| 2016 | Any Ol’ Barstool They Don’t Know              | US52 (18 Wo.)US | Country5 (26 Wo.)Country | Erstveröffentlichung: 5. Dezember 2016                                      |
| 2017 | They Don’t Know                               | US67 (12 Wo.)US | Country8 (24 Wo.)Country | Erstveröffentlichung: 8. Mai 2017                                           |
| 2017 | I Won’t Back Down –                           | — | Country47 (1 Wo.)Country | Erstveröffentlichung: 20. Oktober 2017 Liveaufnahme aus Saturday Night Live |
| 2018 | You Make It Easy Rearview Town                | US28 ×6Sechsfachplatin · (20 Wo.)US | Country2 (26 Wo.)Country | Erstveröffentlichung: 5. Februar 2018                                       |
| 2018 | Drowns the Whiskey Rearview Town              | US32 Platin · (19 Wo.)US | Country3 (26 Wo.)Country | Erstveröffentlichung: 14. Mai 2018 feat. Miranda Lambert                    |
| 2018 | Girl Like You Rearview Town                   | US46 Platin · (19 Wo.)US | Country5 (26 Wo.)Country | Erstveröffentlichung: 23. September 2018                                    |
| 2019 | Rearview Town                                 | US40 Platin · (18 Wo.)US | Country4 (35 Wo.)Country | Erstveröffentlichung: 25. Februar 2019                                      |
| 2019 | We Back 9                                     | US62 (16 Wo.)US | Country8 (27 Wo.)Country | Erstveröffentlichung: 9. September 2019                                     |
| 2020 | Got What I Got 9                              | US16 ×2Doppelplatin · (25 Wo.)US | Country2 (40 Wo.)Country | Erstveröffentlichung: 6. April 2020                                         |
| 2020 | Blame It on You 9                             | US30 (17 Wo.)US | Country5 (26 Wo.)Country | Erstveröffentlichung: 26. Oktober 2020                                      |
| 2021 | If I Didn’t Love You Macon                    | US15 Platin · (25 Wo.)US | Country2 (35 Wo.)Country | Erstveröffentlichung: 23. Juli 2021 mit Carrie Underwood                    |
| 2022 | Trouble with a Heartbreak Georgia             | US32 (20 Wo.)US | Country4 (26 Wo.)Country | Erstveröffentlichung: 14. Januar 2022                                       |
| 2022 | That’s What Tequila Does Macon                | US77 (8 Wo.)US | Country19 (30 Wo.)Country | Erstveröffentlichung: 18. Juli 2022                                         |
| 2023 | Try That in a Small Town Highway Desperado    | US1 (20 Wo.)US | Country1 (26 Wo.)Country | Erstveröffentlichung: 19. Mai 2023                                          |
| 2023 | Let Your Boys Be Country Highway Desperado    | US83 (4 Wo.)US | Country22 (25 Wo.)Country | Erstveröffentlichung: 25. August 2023                                       |
| 2025 | Whiskey Drink Highway Desperado               | US77 (8 Wo.)US | Country24 (20 Wo.)Country | Erstveröffentlichung: 24. Januar 2025                                       |
| Folgende Lieder erschienen nicht als Single, wurden aber durch das Album zum Download und Streaming bereitgestellt und konnten somit eine Platzierung erlangen: |                                               | | |                                                                             |
| |                                               | | |                                                                             |
| 2012 | This Nothin’ Town Night Train                 | — | Country41 (1 Wo.)Country |                                                                             |
| 2012 | Feel That Again Night Train                   | — | Country45 (1 Wo.)Country |                                                                             |
| 2012 | I Don’t Do Lonely Well Night Train            | — | Country47 (1 Wo.)Country |                                                                             |
| 2012 | Staring At The Sun Night Train                | — | Country49 (1 Wo.)Country |                                                                             |
| 2014 | Sweet Little Somethin’ Old Boots, New Dirt    | US71 (2 Wo.)US | Country17 (6 Wo.)Country |                                                                             |
| 2014 | Two Night Town Old Boots, New Dirt            | US76 (1 Wo.)US | Country18 (4 Wo.)Country |                                                                             |
| 2015 | Damn Good Friends Suffer in Peace             | — | Country46 (1 Wo.)Country | Tyler Farr mit Jason Aldean                                                 |
| 2016 | Reason to Love L. A. They Don’t Know          | — | Country49 (1 Wo.)Country |                                                                             |
| 2016 | In Case You Don’t Remember They Don’t Know    | — | Country50 (1 Wo.)Country |                                                                             |
| 2016 | The Way a Night Should Feel They Don’t Know   | — | Country35 (1 Wo.)Country |                                                                             |
| 2016 | This Plane Don’t Go There They Don’t Know     | — | Country40 (1 Wo.)Country |                                                                             |
| 2018 | Gettin’ Warmed Up Rearview Town               | — | Country33 (1 Wo.)Country |                                                                             |
| 2018 | High Noon Neon Rearview Town                  | — | Country48 (1 Wo.)Country |                                                                             |
| 2018 | I’ll Wait for You Rearview Town               | — | Country32 (2 Wo.)Country |                                                                             |
| 2018 | Dirt to Dust Rearview Town                    | — | Country50 (1 Wo.)Country |                                                                             |
| 2021 | Small Town Small Macon                        | — | Country44 (5 Wo.)Country |                                                                             |
| 2021 | Heaven Macon                                  | — | Country49 (1 Wo.)Country |                                                                             |
| 2021 | Whiskey Me Away Georgia                       | — | Country46 (1 Wo.)Country |                                                                             |
| 2022 | Ain’t Enough Cowboy Georgia                   | — | Country48 (1 Wo.)Country |                                                                             |

### Gastbeiträge
| Jahr | Titel Album                                     | Höchstplatzierung, Gesamtwochen, AuszeichnungChartplatzierungen (Jahr, Titel, Album, Platzierungen, Wochen, Auszeichnungen, Anmerkungen) | Höchstplatzierung, Gesamtwochen, AuszeichnungChartplatzierungen (Jahr, Titel, Album, Platzierungen, Wochen, Auszeichnungen, Anmerkungen) | Anmerkungen                                                                            |
| Jahr | Titel Album                                     | US | Country | Anmerkungen                                                                            |
| ---- | ----------------------------------------------- | --- | --- | -------------------------------------------------------------------------------------- |
| 2013 | Drivin’ Around Song Declaration of Independence | US— PlatinUS | Country41 (15 Wo.)Country | Erstveröffentlichung: 29. Juli 2013 Colt Ford feat. Jason Aldean                       |
| 2016 | Forever Country –                               | US21 Gold · (4 Wo.)US | Country1 (18 Wo.)Country | Erstveröffentlichung: 16. September 2016 als Teil von „Artists of Then, Now & Forever“ |
| 2016 | Southern Boy Southern Boy EP                    | — | Country41 (8 Wo.)Country | Erstveröffentlichung: 28. Oktober 2016 Jordan Rager feat. Jason Aldean                 |
| 2019 | Can’t Hide Red Can’t Say I Ain’t Country        | — | Country46 (1 Wo.)Country | Erstveröffentlichung: 13. Februar 2019 Florida Georgia Line feat. Jason Aldean         |
| 2022 | Rolex On a Redneck So Help Me God               | US— GoldUS | Country41 (1 Wo.)Country | Erstveröffentlichung: 25. März 2022 Brantley Gilbert feat. Jason Aldean                |
| 2024 | Friends Like That –                             | US57 (6 Wo.)US | Country16 (… Wo.)Country | Erstveröffentlichung: 5. April 2024 John Morgan feat. Jason Aldean                     |

### Videoalben
- 2009: Wide Open Live & More! (US: Platin)

## Auszeichnungen für Musikverkäufe
| Goldene Schallplatte - Kanada - 2014: für die Single The Only Way I Know - 2014: für die Single Night Train - 2018: für das Album They Don’t Know - 2018: für die Single Any Ol’ Barstool - 2018: für die Single Lights Come On - 2018: für die Single Drowns The Whiskey - 2020: für die Single We Back | Platin-Schallplatte - Kanada - 2011: für das Album My Kinda Party - 2014: für das Album Night Train - 2020: für das Album Rearview Town - 2020: für die Single Rearview Town - 2020: für die Single Girl Like You 3× Platin-Schallplatte - Kanada - 2020: für die Single You Make It Easy |

Anmerkung: Auszeichnungen in Ländern aus den Charttabellen bzw. Chartboxen sind in ebendiesen zu finden.
| Land/RegionAuszeichnungen für Musikverkäufe (Land/Region, Auszeichnungen, Verkäufe, Quellen) | Gold       | Platin       | Verkäufe   | Quellen         |
| -------------------------------------------------------------------------------------------- | ---------- | ------------ | ---------- | --------------- |
| Kanada (MC)                                                                                  | 7× Gold7   | 8× Platin8   | 920.000    | musiccanada.com |
| Vereinigte Staaten (RIAA)                                                                    | 12× Gold12 | 51× Platin51 | 56.100.000 | riaa.com        |
| Insgesamt                                                                                    | 19× Gold19 | 59× Platin59 |            |                 |